# Tzar: The Burden of the Crown
Tzar: Burden of the Crown is een real-time strategy spel voor de PC. Het spel, ontwikkeld door Haemimont Games, werd uitgebracht door publisher Take Two Interactive op 31 maart 2000.